# Tipula (Eumicrotipula) consonata
Tipula (Eumicrotipula) consonata is een tweevleugelige uit de familie langpootmuggen (Tipulidae). De soort komt voor in het Neotropisch gebied.